# Cultura do capitalismo
A cultura do capitalismo ou cultura capitalista é o conjunto de práticas sociais, normas sociais, valores e/ou padrões de comportamento que são atribuídos ao sistema econômico capitalista em uma sociedade que segue tal sistema, tendo muitos de seus princípios enraizados nestes hábitos. Esta vertente promove o estímulo a acumulação de capital e a venda de mercadorias, definindo o papel dos indivíduos de acordo com sua função no mercado capitalista, seja na compra ou venda. Seus defensores tomam como base um certo conjunto de regras para sobreviver na sociedade capitalista, sem serem acometidos pelos constantes riscos sociais deste sistema. Alguns elementos da cultura do capitalismo incluem a cultura corporativa e o consumismo, sendo estas duas vertentes, assim como a cultura do capitalismo como um todo, constantemente criticada por defensores da esquerda política (como seguidores do socialismo) e até mesmo alguns ambientalistas.

## Aspectos ideológicos
Enquanto certas ideologias políticas, como o neoliberalismo, difundem a visão de que o comportamento que o capitalismo promove é algo natural para o desenvolvimento do ser humano, antropólogos como Richard Robbins pontuam que este tipo de aspecto não é algo natural do ser humano, ou seja, não é da natureza fixa do ser humano o desejo de acumular riquezas por meio do trabalho assalariado
O neoliberalismo, assim como outras ideologias políticas, evitam conciliar o capitalismo com outras esferas do cotidiano, como por exemplo as esferas familiares, políticos e culturais, ou qualquer outra que não tenha papel relevante na constituição da intervenção econômica, que por sua vez rege o andamento natural do mercado econômico, e difunde a ideia que as pessoas realizam trocas racionais no âmbito das transações de mercado. No entanto, ao aplicar estes conceitos para as sociedades de mercado, o sociólogo Granovetter alega que as relações entre membros de uma esfera econômica são influenciadas por diversos fatores, entre eles, laços sociais preexistentes.
Em um sistema capitalista, a sociedade e a cultura giram em torno da atividade de acúmulo de capital. Deste modo, a atividade empresarial e as transações de mercado são frequentemente vistas como sendo absolutas ou "naturais", pois todas as outras relações sociais humanas giram em torno desses processos (ou devem existir para facilitar a capacidade de executar esses processos, gerando uma relação mútua importante para o andamento do sistema econômico).